# Цугаев Заурбек
Цугаев Заурбек (род. 04.06.1984, Грозный) — современный российский видео-художник.

## Биография
Завершил обучение в ЧГПИ в 2007 году.
Квалификация — преподаватель дошкольной педагогики и психологии.
В 2012 году увлекся фотографией, после чего стал практиковаться в работе с движущейся картинкой/видео. С 2017 увлекается современным искусством и кино-режиссурой..
Женат, двое детей. Живёт и работает в Грозном.

## Ключевые групповые выставки
2017 — Участник коллективной выставки 11-го Международного симпозиума АЛАНИКА. г Владикавказ.
На которой была представлена видео работа под названием «Внутренний манифест № 0» отражавшая атмосферу
и внутреннее состояние художника на тот конкретный промежуток времени.
В 2017 — Первая триеннале российского современного искусства. организованной музеем современного искусства «Гараж»
на которой была представлена трёхканальная видео работай «Триптих Руки».
В 2018 — «Трагедия в углу». в Музей Москвы на Зубовском бульваре.
На которой были показаны две видео работы под названием «Личное» и «Сейчас».
2019 — Участник ХII международного симпозиума Аланика. Тема симпозиума «Оглянись в будущее!».
2020 — Финалист коллективной виртуальной выставки «Digital Earth». созданной на конкурсной основе, жюри проекта известные кураторы и художники, такие как АЕС+Ф, Антонио Джеуза и Светлана Тейлор. Организатор Центр современного искусства «Винзавод» и restore:.
2020 — Участник 14го Международного фестиваля современного искусства «Аланика».
26.03.2021 — участник коллективной выставки «Выбирая дистанцию: спекуляции, фейки, прогнозы в эпоху коронацена». на которой в первые было представлено не видео а материальный объект а именно портрет своей матери составленный из реальных банковских карт.. В основе портрета фотография для школьной доски почета, сделанная ещё в 1960-х.
27.11.2021 — Участник Биеннале трудного наследия. г. Волгоград. Куратор Антон Вольконский..

## Признание
Победитель всероссийского ежегодного проекта Лучшие фотографии России-2017/Best of Russia — 2017. Организатор Центр современного искусства «Винзавод».
Победитель грантовой программы для художников в сфере актуального искусства 2019/2020. Музей «Гараж».
Победитель грантовой программы для художников в сфере актуального искусства 2020/2021. Музей «Гараж».

## Куратор
8 марта 2021 года курирует и организует (трехдневную) коллективную выставку с молодыми чеченскими художниками на тему чеченских пословиц о женщинах, под названием «Через мужское сердце женщина приходит к себе или натыкается на себе подобную.».

## Фильмография

### Режиссёр
Дебютный художественный короткометражный фильм «Кузнечик». (название на родном языке = чечен. Tsyaptsalg).
Фильм создан на основе рассказа «Зов Могилы» чеченского писателя Адама Салаханова.